# سکانت
سِکانت (به فرانسوی: Secante) نسبت اندازه وتر به اندازه ضلع مجاور به زاویه مورد بحث در مثلث قائم الزاویه است.
سکانت زاویهٔ {\displaystyle \alpha } برابر معکوس کسینوس آن است. سکانت را با {\displaystyle \sec } نمایش می‌دهیم.
شرط وجود سکانت این است که کسینوس زاویه، مخالف صفر باشد؛ چراکه در هر کسر اگر مخرج صفر باشد، کسر تعریف‌نشده خواهد شد؛ بنابراین می‌توان گفت وقتی که {\displaystyle k} فرد است، زاویه نباید برابر {\displaystyle k\pi /2} باشد. (kعدد صحیح است)

سکانت: 
{\displaystyle \sec \theta ={\frac {h}{b}}={\frac {1}{\cos \theta }}}
| {\displaystyle \pi }2 | 2/{\displaystyle \pi }3 | {\displaystyle \pi } | 2/{\displaystyle \pi } | 3/{\displaystyle \pi } | 4/{\displaystyle \pi }    | 6/{\displaystyle \pi }    | 0 | {\displaystyle \alpha } |
| 1                     | تعريف‌نشده               | 1-                   | تعريف‌نشده              | 2                      | {\displaystyle 2/\surd 2} | {\displaystyle 2/\surd 3} | 1 | Sec                     |